# Reklama na Pizza Hut s Michailem Gorbačovem
Michail Gorbačov, poslední vůdce Sovětského svazu, se v roce 1998 objevil v televizní reklamě na americký řetězec restaurací Pizza Hut. Reklama se natáčela v listopadu roku 1997 na Rudém náměstí, scény v interiéru pak v restauraci Pizza Hut na jiném místě v Moskvě. S výjimkou Ruska se reklama vysílala mezinárodně v lednu roku 1998.
Reklama zachycuje rodinu hádající se v restauraci Pizza Hut o Gorbačovově politickém odkazu. Dochází ke střetu názorů mladíka a staršího muže, dokud starší dáma nenamítne, že díky Gorbačovovi mají Pizza Hut. Peníze z honoráře použil Gorbačov na financování projektů své nadace. Reklama bývá označována za ilustraci vítězství kapitalismu v bývalém Sovětském svazu.

## Obsah
Reklama začíná pohledem z ptačí perspektivy na zasněženou katedrálu Krista Spasitele a Manéžní náměstí z vyhlídky hotelu Four Seasons Moscow. Gorbačov projde spolu se svou vnučkou Anastasií Virganskou sněhem a drží deštník. V pozadí je vidět Chrám Vasila Blaženého. Poté vstoupí do restaurace Pizza Hut na Rudém náměstí a posadí se ke stolu v rohu.
U jiného stolu sedí rodina. Otec (Richard Marner) si Gorbačova všimne a začne si stěžovat, že přinesl zemi ekonomický zmatek. „Díky němu tu máme příležitosti,“ ohrazuje se syn. Hádka mezi otcem a synem pokračuje: „Způsobil politickou nestabilitu!“ – „Přinesl nám svobodu!“ – „Naprostý chaos!“ – „Naději!“ Vmísí se matka: „Dal nám mnoho věcí – jako třeba Pizza Hut.“ S tím rodina souhlasí. Poté spolu s celou restaurací vstanou ze židlí a s pizzou v ruce oslavují Gorbačovovy úspěchy. Následuje záběr na samotného Gorbačova, polichoceného jejich přízní.
Na pozadí zazní: „Sometimes, nothing brings people together better than a nice hot pizza from Pizza Hut.“ (Občas lidi nespojí lépe nic než horká pizza z Pizza Hut.) Sbor oslavujících lidí je slyšet ještě hlasitěji, jako by rezonoval celou Moskvou. Reklama je zakončena sloganem „Good friends. Great pizza.“ (Dobří přátelé. Skvělá pizza.) Existuje ještě alternativní verze, jež obsahuje slogan: „Have you been to the edge?“ (Byli jste už na okraji?)

## Pozadí

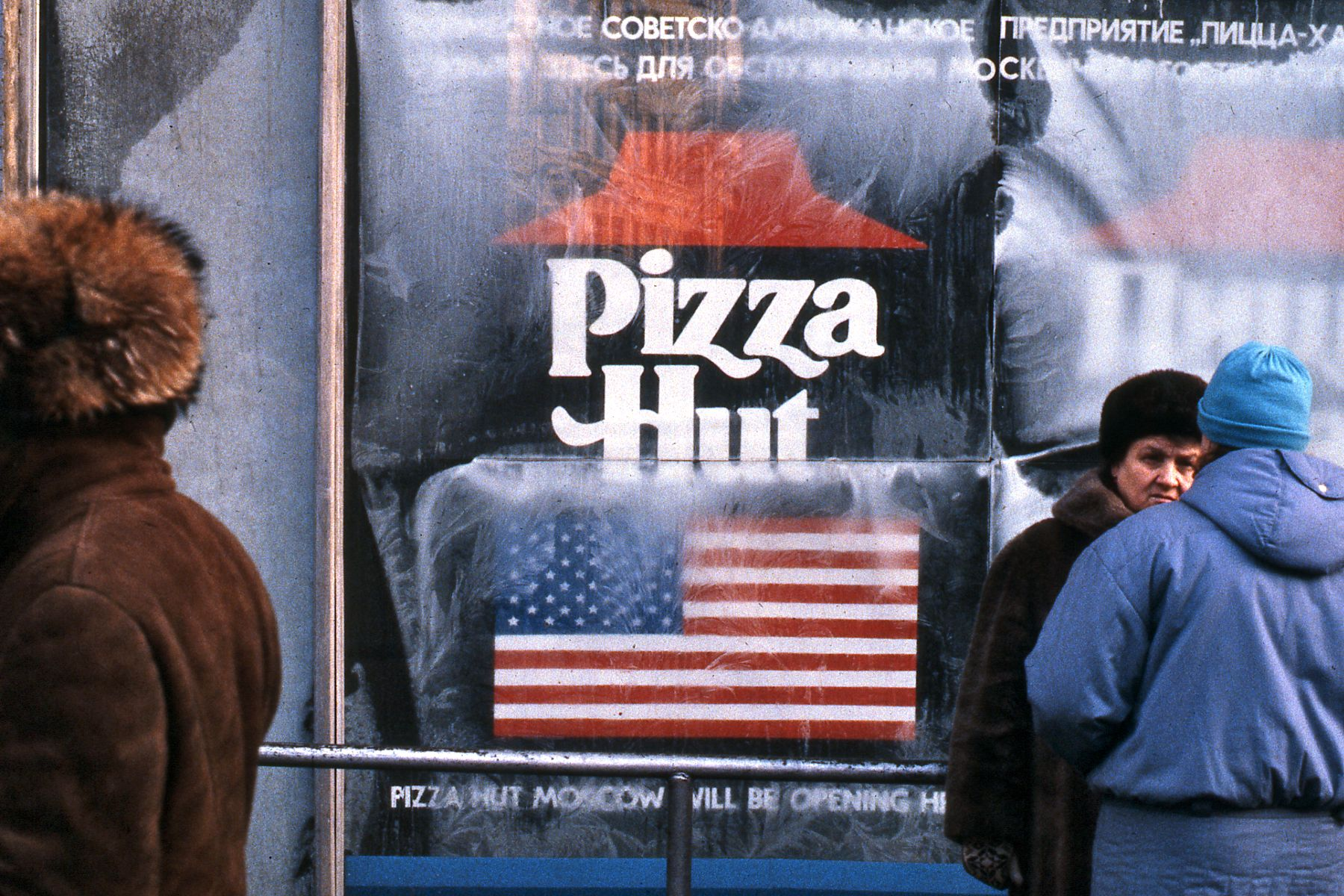
Pizza Hut v Moskvě těsně před otevřením v roce 1990

Společnost Pizza Hut otevřela první ruskou pobočku v roce 1990 v Moskvě, několik měsíců poté, co byl v Rusku otevřen první McDonald's. Byla to jedna z prvních zahraničních restaurací, která částečně díky Gorbačovově vlastní politice perestrojky mohla v Sovětském svazu otevřít. Nápad na Pizza Hut v Moskvě vzešel z osobního přátelství mezi sovětským velvyslancem ve Spojených státech Anatolijem Dobryninem a Donaldem M. Kendallem, generálním ředitelem PepsiCo, mateřské společnosti řetězce Pizza Hut. Šlo o součást největší dohody, která kdy byla uzavřená mezi Sovětským svazem a americkou korporací. Spolupráce skončila následkem rozpadu Sovětského svazu, který zcela ochromil zásobování Pizza Hut.
Pizza Hut si dříve často objednávala reklamy u reklamní agentury BBDO. Kreativní ředitel BBDO Ted Shaine vzpomíná, že ve společnosti „se proslýchalo, že (Gorbačov) je ochoten do něčeho se pustit“, ale jiné zdroje naznačují, že s nápadem na reklamu přišla sama BBDO.
Vyjednávání dohody trvalo měsíce. Gorbačova zastupovala Katie O'Neill Bistrian z firmy IMG. Dlouhá doba vyjednávání byla dána zčásti snahou o zvýšení honoráře pro Gorbačova, ale také Gorbačovovým váháním, zdali se projektu vůbec účastnit. Jeho manželka Raisa Gorbačovová se obávala, že by reklama mohla mít neblahý dopad na jeho pověst. Gorbačov nakonec souhlasil pod podmínkou, že bude moci schválit finální verzi scénáře. Také nechtěl v reklamě jíst pizzu, což zástupce Pizza Hut zklamalo. O'Neill Bistrian navrhla, že by ten kousek pizzy mohl sníst namísto toho někdo z Gorbačovovy rodiny – nakonec byla vybrána jeho vnučka.

Přesná částka, kterou Gorbačov obdržel, nebyla nikdy zveřejněna, ačkoli se tvrdilo, že šlo o jeden z největších reklamních honorářů v historii. Podle The New York Times některé zprávy naznačují, že Gorbačov dostal zaplaceno téměř 1 milion dolarů (ekvivalent asi 2 milionů dolarů v roce 2021). Gorbačov řekl, že peníze budou použity pro Gorbačovovu nadaci. Jeho vyjádření citovala CNN:
| „ | Mé úsilí momentálně směřuje k vytvoření knihovny a archivu perestrojky a na tento projekt jsou potřeba finance. Perestrojka dala impuls nejen Rusku, ale i celému světu. Považuji za velmi důležité uchovat vše, co se stalo, uvnitř těchto dvou center. Jde o důležitou součást života. Není to jen o jídle, je to také o sociálním kontaktu. Kdyby se mi zdálo, že to nemá pro lidi přínos, nesouhlasil bych s tím. | “ |

## Produkce

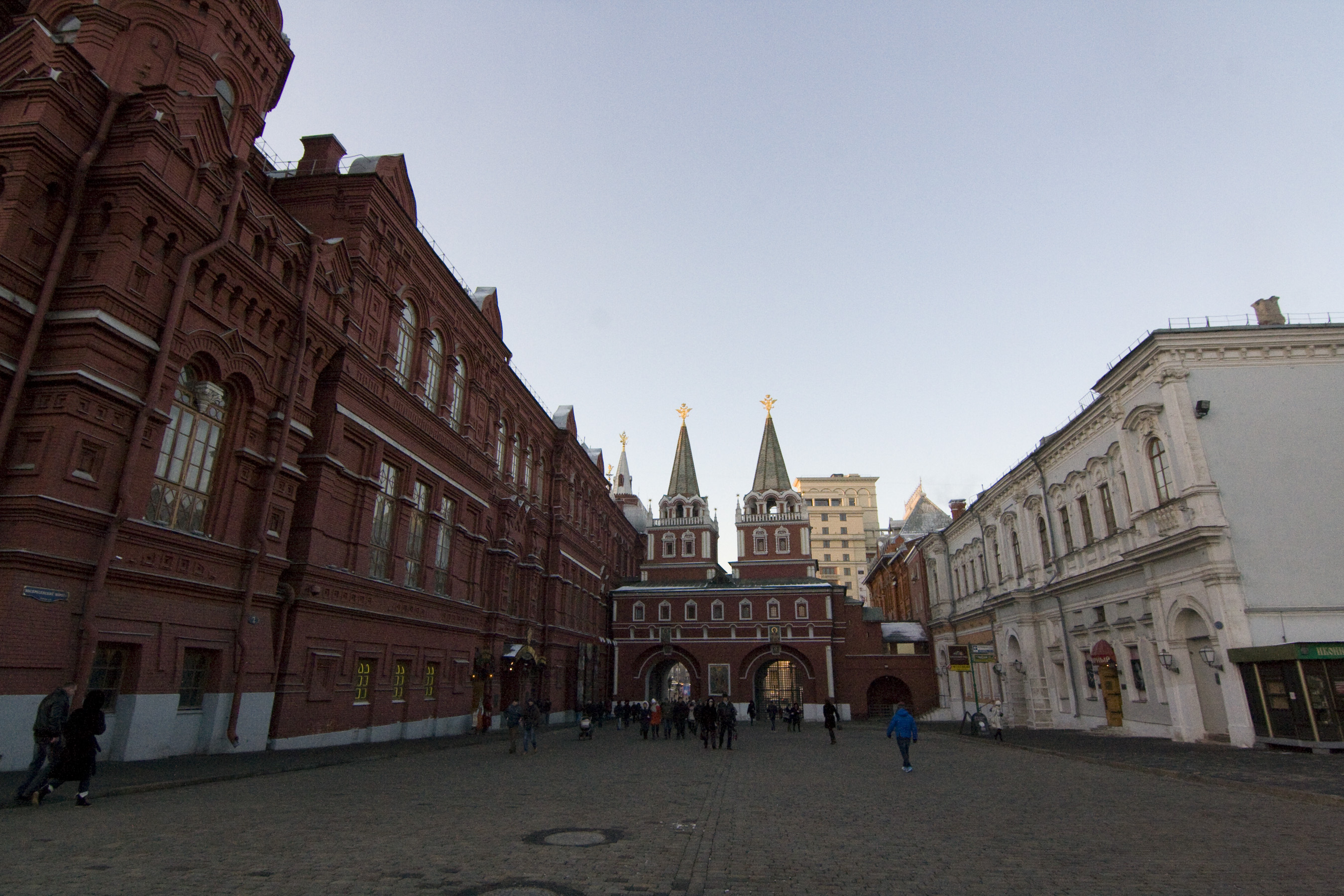
Bílá budova vpravo, v níž se ve skutečnosti nacházelo klenotnictví, byla použita v reklamě. Uprostřed fotografie je vidět brána Vzkříšení Krista.

O'Neill Bistrian odletěla spolu s režisérem Peterem Smilliem a několika dalšími do Moskvy v listopadu 1997. Předprodukce trvala několik dní. Samotné natáčení pak probíhalo po dobu dvou dnů. Gorbačov se dostavil pozdě, přijel v limuzíně. Pro potřeby natáčení bylo Rudé náměstí na jeden den uzavřeno veřejnosti. Restaurace Pizza Hut na Rudém náměstí, která se v reklamě objevila, byla ve skutečnosti klenotnictví, na které produkce umístila cedule s logem řetězce. Natáčení v interiéru probíhalo ve skutečné restauraci Pizza Hut v Moskvě. Pro zachycení Rudého náměstí z ptačí perspektivy vynesl filmový štáb kamery až na samotný Kreml. Jedním z problémů při natáčení bylo například špatné počasí, kvůli kterému bylo chladno a špatné světelné podmínky. Reklamu v postprodukci upravil Clayton Hemmert z firmy Crew Cuts. Hemmert měl zásadní vliv na konečnou podobu reklamy tím, že přidal dozvuk a navrstvil hlasy skandujících lidí přes sebe. Výrobní náklady na reklamu se odhadují na několik milionů dolarů.

## Vysílání a ohlasy
Reklama se vysílala ve Spojených státech 1. ledna 1998 během zápasu amerického fotbalu Rose Bowl, nikoli však v Rusku, protože ruská média Gorbačova za účast v reklamě hojně kritizovala. Roky po prvním odvysílání se reklama několikrát stala virálním videem. Time zařadil reklamu na seznam „10 nejtrapnějších reklam s celebritami“.  Thrillist jej v článku z roku 2014 označil za jeden z 11 nejbizarnějších příkladů celebrity brandingu. V rozhovoru pro ruský časopis Snob v roce 2010 Gorbačov uvedl, že obdržel podporu v podobě dopisů od různých příznivců.

## Rozbor
Gorbačovova role v reklamě může být charakterizována jako svědek dramatu v restauraci. Reklama byla označena za „skvostný kinematografický počin a kuriozní způsob propagace“. Reklama také stavěla na Gorbačovově popularitě mimo Rusko, která značně převyšovala tu v Rusku.
Reklamu bylo možné interpretovat tak, že kapitalismus je lepší než komunismus, protože umožnil vznik řetězce Pizza Hut. Nadia Kaneva a Elza Ibroscheva ve svém příspěvku pro sborník Media Transformations in the Post-Communist World v roce 2012 napsaly, že Gorbačovovo účinkování v reklamě na Pizza Hut, stejně jako jeho vystoupení v tištěné reklamě na Louis Vuitton z roku 2007, pro kterou ho vyfotografovala Annie Leibovitz, symbolizovalo „odchod komunismu a triumf nového kapitalistického a konzumního řádu“ spolu s Gorbačovovou transformací „v obchodního mluvčího mocných západních značek“ a „kooptací (jeho) ikonického statusu pro marketingové účely“ sloužícím jako ironický symbol „jeho bezvýznamnosti jakožto politické osobnosti v kontextu postkomunistické éry“. 

## Další vývoj

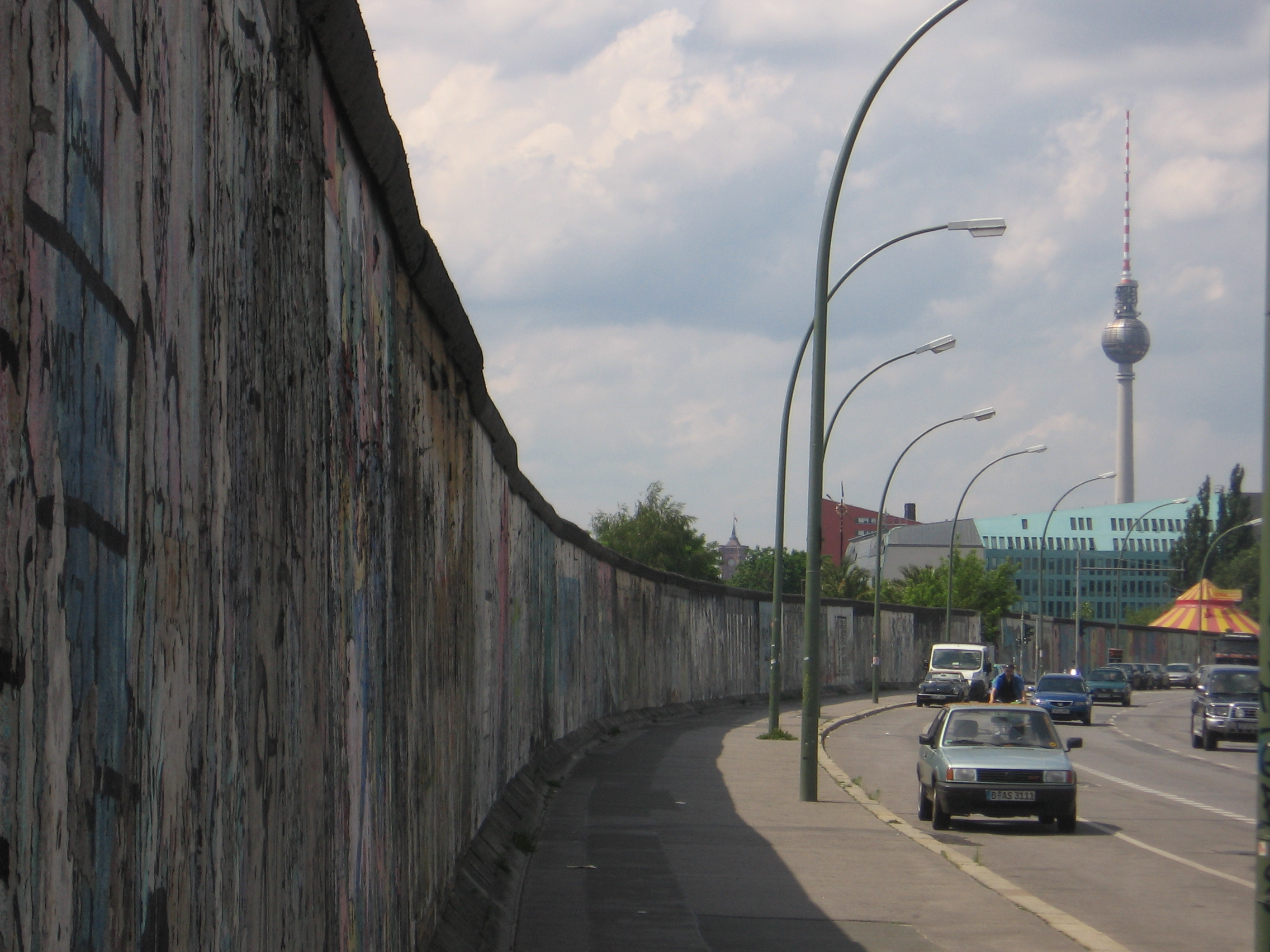
Zbývající část Berlínské zdi, která padla v roce 1989 za Gorbačova.

V říjnu roku 1998 společnost Pizza Hut Moskvu opustila, ale v březnu roku 2000 se sem zase vrátila.
Gorbačov řekl deníku The Guardian, že přišel o své úspory následkem ruské měnové krize v roce 1998.
V roce 1997 Gorbačov řekl CNN, že už neplánuje znovu hrát v reklamách. V roce 2000 se však Gorbačov objevil v reklamě na ÖBB, Rakouské spolkové dráhy, vytvořené ve Vídni společností Demner, Merlicek & Bergmann. Natáčelo se na železniční stanici Wien Floridsdorf a slogan byl „Perestrojka v ÖBB“. Reklamu poprvé vysílala ORF 10. května 2000. V roce 2007 se Gorbačov objevil v tištěné reklamě od Annie Leibovitzové pro Louis Vuitton v autě vedle zbývajících částí Berlínské zdi. Na rozdíl od reklamy na Pizza Hut byla tato reklama uvedena také v Rusku.
Společnost Pizza Hut pozastavila provoz svých 50 ruských poboček v reakci na ruskou invazi na Ukrajinu v roce 2022.
V následujících hodinách po Gorbačovově smrti se heslo Pizza Hut stalo populárním tématem na Twitteru.